# Apel'sinovyj sok
Apel'sinovyj sok (Апельсиновый сок) è un film del 2010 diretto da Andrej Proškin.

## Trama
Il film si svolge in un cottage estivo nella regione di Mosca, in cui vivono tre persone: il milionario americano Stephen, il giovane dottore Egor e l'infermiera Stephen, la cui vita si trasforma in un vero incubo. Nonostante la sua forza e la sua natura indipendente, è costretta a fare ciò che le chiede, perché ha bisogno di soldi, a seguito della quale si verificano molte situazioni divertenti con loro.